# 昂泰圣安德烈
昂泰圣安德烈（法語：Antey-Saint-André，法語發音：[ɑ̃tɛj sɛ̃t‿ɑ̃dʁe]）是意大利瓦莱达奥斯塔大区的一个市镇。总面积11平方公里，人口625人，人口密度56.8人/平方公里（2009年）。ISTAT代码为007002。